# نظرية الثقافة
تختلف المجتمعات من حيث الثقافة التي تسودها، أي بمعنى ما دامت الثقافة من صنع الإنسان، فمن الطبيعي أنها تختلف من مجتمع إلى آخر، لأن من الواضح أن ما يفعله الناس، وما يعتقدونه وما يعطونه قيمة وغير ذلك، يختلف من مجتمع إلى آخر، وإن ما يعتقده فرد معين، وما يفعله وأسلوب الاستجابة المختلفة للمتغيرات في بيئة ما يتوقف على الثقافة التي يشب في ظلها هذا الفرد وينشأ.
إذ تلعب الثقافة دوراً هاماً في حياة الفرد والجماعة، وبالتالي لا يمكن وضع تفسيرات وإجراء المناظرات عن سلوك الفرد أو الجماعة، أو حتى مجتمعا كاملاً دون الرجوع إلى الثقافة السائدة في المجتمع.

## أنواع الثقافة ومكوناتها
يمتلك الأفراد ثقافات متعددة في المجتمع الواحد، وفي المجتمعات المتباينة، فهم يؤمنون بأفكار متباينة، ويستعملون أدوات متباينة بطريقة متباينة لذا صارت حياتهم تجرى بأشكال متباينة، وصنفت الثقافة إلى صنفين رئيسيين هما:-
1– الثقافة المادية.  
2- الثقافة اللامادية.
الثقافة المادية:- 
وهي تشمل نتاج العمل الإنساني في ذلك المجتمع من مباني وإنشاءات وأشياء أخرى ملموسة يستعملها الفرد.
الثقافة اللامادية:- 
يشمل مفهوم الثقافة اللامادية القيم والأفكار والاتجاهات والمعتقدات التي يؤمن بها الناس.
مكونات الثقافة:- 
تتمثل مكونات الثقافة في النقاط التالية:-
1– الأفكار:-
هي النتائج المتحصل عليها من خلال معالجة الدماغ للبيانات المتحصل عليها من البيئة المحيطة.
2 – العادات:- 
هي الطرق المعتادة التي يؤدي بها أبناء مجتمع معين الأشياء المختلفة.
3 – اللغة:-
هي عبارة عن مجموعة من الرموز الكلامية المتفق عليها، والتي يستخدمه الأفراد لغرض التفاعل مع بعضهم. 
4 – القانون:- 
يمثل القانون قيمة التنظيم الاجتماعي للسلوك الإنساني، حيث يحدد ما يجب على الفرد عمله، وما يجب الامتناع عنه.
5– الأعراف:- 
الأعراف عبارة عن أشياء تعارف عليها الإنسان، حتى أصبحت ملزمة للأفراد داخل المجتمع.
وظائف الثقافة في تحديد السلوك:-
بعض الوظائف الأساسية التي تمارسها الثقافة في مجال تحديد وضبط سلوك الفرد تتمثل في النقاط الآتية:- 
1 – تحدد الثقافة معنى المواقف الاجتماعية.
2 – تحدد الثقافة الاتجاهات، والقيم، والأهداف.
3 – تحدد الثقافة الخرافات، والأساطير، والقوى الخفية التي يؤمن بها الأفراد.
4 – تحدد الثقافة أنماط معينة للسلوك.

## الثقافة التنظيمية
تعد الثقافة التنظيمية من الموضوعات التي لقيت اهتماماً واضحاً في الآونة الأخيرة، بغرض التعرف على ماهيتها، ومصادر تكوينها، وكيفية تشكيلها ونقلها وتعميمها، وأسباب تغيرها بحيث أصبحت الثقافة التنظيمية الملائمة والنافعة للمنظمة في مراحل معينة تصبح غير ملائمة، وضارة لنفس المنظمة في مراحل الأخرى. كما تلعب الثقافة التنظيمية دوراً جوهريا في تنمية وتطوير المنظمات، فهي تمثل الأصل السلوكي في المنظمة الذي يمكن من خلاله توقع الأحداث.
كما ينظر إلى الثقافة التنظيمية على أنها المحرك الأساسي للطاقات والقدرات، فهي تؤثر بالدرجة الأولى على الأداء، وتحقيق الإنتاجية المرتفعة نتيجة لاختيار الوسائل والأنماط وأساليب التحرك الفعال، وتعتبر أيضا نقطة البداية الحقيقية لباقي التغيرات عند إحداث التغيير، كما تساعد ثقافة المنظمة الايجابية على تعريف العاملين داخل المنظمة بمعايير التطوير والتقدم الوظيفي لدى العاملين.

### مفهوم الثقافة التنظيمية
يعرض الكثير من الكتاب والباحثين احيييه العديد من التعريفات للثقافة التنظيمية، ويتعرض هذا الجزء من البحث لبعض هذه التعريفات، حيث عرف كل من المدهون والجزراوي الثقافة التنظيمية بأنها «مجموعة القيم التي يجلبها أعضاء التنظيم الواحد (قادة وعاملين) من البيئة الخارجية إلى البيئة الداخلية لذلك التنظيم».
كما عرف حريم الثقافة التنظيمية بأنها «مجموعة من الافتراضات والاعتقادات والقيم والقواعد والمعايير التي يشترك بها أفراد المنظمة، وهي بمثابة البيئة الإنسانية التي يؤدي الموظف عمله فيها، ويمكن الحديث عن ثقافة المنظمة بصورة عامة، أو ثقافة وحدة تنظيمية، والثقافة شي لا يشاهد ولا يحس، ولكنه حاضر يتواجد في كل مكان، وهي كالهواء يحيط بكل شيء في المنظمة ويؤثر فيه».
أما جبرالد جبرنبرج وروبرت بارون، فقد عرفا الثقافة التنظيمية بأنها «إطار معرفي مكون من الاتجاهات والقيم ومعايير السلوك والتوقعات التي يتقاسمها العاملون في المنظمة». كما عرفت '''عايدة سيد خطاب''' الثقافة التنظيمية على أنها «نسيج من اللغة التي تتعامل بها المنظمة، والعادات التنظيمية الخاصة بها، والقانون الذي ينظم تعاملاتها، والنظام الذي ينظم قواعد ووسائل السلوك المقبول اجتماعيا».
كما عرف القربوتي الثقافة التنظيمية بأنها" منظومة المعاني والرموز والمعتقدات، والطقوس، والممارسات التي تطورت مع مرور الزمن، وأصبحت سمة خاصة للتنظيم بحيث تخلق فهماً عاماً بين أعضاء التنظيم حول ما هية التنظيم والسلوك المتوقع من الأعضاء فيه.أما شارلز وجاريت جونز فقد عرفا الثقافة التنظيمية على إنها "مجموعة خاصة من القيم والأعراف والقواعد السلوكية التي يتقاسمها الأفراد والجماعات في المنظمة، والتي تحكم الطريقة التي يتفاعلون بها مع بعضهم البعض، والتي يتعاملون بها مع باقي الأفراد ذوى المصلحة".
والتعريف الأكثر وضوحاً علي حد علم الباحث للثقافة التنظيمية على أنها«مجموعة القيم والعادات والمعايير والمعتقدات والافتراضات المشتركة التي تحكم الطريقة التي يفكر بها أعضاء المنظمة وطريقة اتخاذ القرارت وأسلوب تعاملهم مع البيئة، وكيفية تعاملهم مع المعلومات والاستفادة منها لتحقيق ميزة تنافسية للمنظمة»
ويتضح من خلال ما سبق عرضه من تعريفات قدمها عدد من الكتاب والباحثين في مجال الثقافة التنظيمية أن معظم هذه التعريفات تتفق علي أن الثقافة التنظيمية تحدد وثؤثر علي السلوك التنظيمي للعاملين في كل المستويات الإدارية بالمنظمة.